# Madian
Madian (hebreu: מִדְיָן, Midian‎; àrab: مدين, Madyan; grec antic: Μαδιάμ, Madiam) és una regió geogràfica esmentada a la Bíblia i a l'Alcorà. Els estudiosos consideren generalment que se situaria al «nord-oest de la Península Aràbiga, a la costa est del Golf d'Aqaba, al Mar Roig», i se l'ha associat durant molt de temps amb la regió de Modiana esmentada per Ptolemeu. Hadad l'Edomita declara específicament haver creuat Madian i Paran tot fugint d'Edom cap a Egipte. Malgrat això, alguns estudiosos han afirmat que Madian no era una zona geogràfica, sinó una lliga de tribus.

## Madyan Xuayb
Madyan Xuayb fou una antiga població, avui al nord-oest del país de l'Aràbia Saudita, propera a la costa del golf d'Aqaba. El seu nom derivaria dels madianites esmentats a l'Antic Testament i per Flavi Josep, però probablement no estava als territoris originaris de la tribu sinó que fou un establiment posterior. L'Antic Testament no esmenta cap ciutat però Flavi Josep anomena la ciutat de Madiana que també anomenen Eusebi i Claudi Ptolemeu; aquest darrer l'esmenta com Modiana o Modouna i diu que era a la costa i més a l'interior hi havia Madiama.
S'esmenta a l'època de Mahoma una sola vegada amb el nom de Madyan, a la que el Profeta va enviar una expedició manada per Zayd ibn Hàritha. El poeta Kuthayyir parla de monjos a Madyan i l'esmenta en el relat del viatge de Muhammad ibn al-Hanafiyya a Ayla. Yaqut al-Hamawí diu que al seu temps Madyan era residència d'un príncep omeia, Abd al-Wahid ibn Sulayman. Diversos geògrafs l'esmenten com una vila propera a la costa a 6 dies de Tabuk i estació de pelegrins des d'Ayla a Medina, sent dependència d'aquesta darrera ciutat. Durant l'edat mitjana fou part de la ruta entre Síria i la Meca. Al segle ix Yakubi diu que el districte era ric en rierols i estava ple de jardins i palmerars tenint una població barrejada. Al-Istakhrí la fa més gran que Tabuk i diu que hi havia la font on Moisès va fer veure els ramats de Shuayb, que al seu temps estava tapada per una casa. Des del segle X va començar a decaure i al segle xii era un llogaret.
Al segle xix fou visitada per diversos viatgers occidentals; al segle xx fou descrita amb precisió per Musil i Philby. Les seves restes no foren excavades fins al darrer quart del segle xx. La vila medieval estava segurament al curs del uadi Abyad o uadi Afal. El jaciment arqueològic de Maghair Shuayb (Les Coves de Shuayb) està situat a 25 km al nord-est de Makna (citada per Ptolemeu) al litoral del golf d'Aqaba, i forma una notable necròpolis de tombes nabatees, però pitjor conservades que les de Petra. A la part oriental del uadi hi ha també considerables ruïnes on hauria estat la ciutat musulmana, en els llocs anomenats al-Maliha i al-Malkata. Els musulmans creuen que Shuayb era el sogre de Moisès.